# Vateria
Vateria là một chi thực vật thuộc họ Dipterocarpaceae. Chi này có các loài sau (tuy nhiên danh sách này có thể chưa đủ):
- Vateria acuminata, Hayne[1]
- Vateria copallifera, (Retz.) Alston
- Vateria indica, Linn
- Vateria macrocarpa, B.L. Gupta